# Evangelisch-Lutherisches Dekanat Hersbruck
Das Evangelisch-Lutherische Dekanat Hersbruck ist eines der 10 Dekanate des Kirchenkreises Nürnberg. Amtierender Dekan ist Tobias Schäfer.

## Geografie
Der Dekanatsbezirk liegt links und rechts entlang der Pegnitz von Lauf über Hersbruck bis Neuhaus. Politisch gehört das Gebiet zum mittelfränkischen Landkreis Nürnberger Land, mit Ausnahme der Kirchengemeinde Hirschbach, die zum Oberpfälzer Landkreis Amberg-Sulzbach gehört.

## Geschichte
Die Gemeinden des Dekanatsbezirks Hersbruck lagen zur Reformationszeit überwiegend im Landgebiet der Reichsstadt Nürnberg. Nürnberg führte 1525 die Reformation ein. Das bayerische Dekanat Hersbruck wurde am 7. Dezember 1810 errichtet mit folgenden ehemals nürnbergischen Pfarreien: Alfalter, Alfeld, Artelshofen, Eschenbach, Förrenbach, Happurg, Henfenfeld, Hersbruck, Kirchensittenbach, Oberkrumbach, Pommelsbrunn, Reichenschwand, Velden und Vorra. Hohenstadt kam von Bayreuth hinzu. Alfeld wurde im August 1814 an das Dekanat Sulzbach abgegeben und kam 1. Januar 1911 wieder zurück zum Dekanat Hersbruck. Am 19. April 1827 wurde das Dekanat Lauf aufgelöst. Das Dekanat Hersbruck erhielt damit die Pfarreien Lauf, Osternohe, Ottensoon und Schönberg. Schönberg war vormals eine Bayreuther Pfarrei, die übrigen Pfarrein nürnbergisch. Das Dekanat Altdorf gab am 1. April 1901 Offenhausen an Hersbruck ab. 1954 wurde Hartmannshof und 1955 Schnaittach errichtet.

## Kirchengemeinden
Im Dekanatsbezirk leben 40.000 Gemeindeglieder in 30 Kirchengemeinden, die zu 21 Pfarreien zusammengefasst sind. Mit 29 Posaunenchören gibt es hier die höchste Dichte in Bayern. Im Folgenden sind die Pfarreien, Kirchengemeinden, sowie deren Kirchen aufgeführt:
- Pfarrei Alfeld
  - Kirchengemeinde Alfeld, St. Bartholomäus
  - Kirchengemeinde Thalheim, St. Peter und Paul
- Pfarrei Altensittbach
  - Kirchengemeinde Altensittenbach, St. Thomas
  - Kirchengemeinde Oberkrumbach, St. Margaretha
- Pfarrei Artelshofen
  - Kirchengemeinde Artelshofen, St. Jakobus
- Pfarrei Engelthal
  - Kirchengemeinde Engelthal, St. Johannes der Täufer
- Pfarrei Eschenbach
  - Kirchengemeinde Eschenbach, St. Paulus
  - Kirchengemeinde Hirschbach, St. Wolfgang
- Pfarrei Förrenbach
  - Kirchengemeinde Förrenbach, St. Johannes
- Pfarrei Happurg
  - Kirchengemeinde Happurg, St. Georg
  - Kirchengemeinde Kainsbach, St. Stephanus
- Pfarrei Hartmannshof
  - Kirchengemeinde Hartmannshof, Friedenskirche
- Pfarrei Henfenfeld
  - Kirchengemeinde Henfenfeld, St. Nikolaus
- Pfarrei Hersbruck
  - Kirchengemeinde Hersbruck – St. Johannes
  - Kirchengemeinde Hersbruck – Stadtkirche
- Pfarrei Hohenstadt
  - Kirchengemeinde Hohenstadt, St. Wenzeslaus
- Pfarrei Kirchensittenbach
  - Kirchengemeinde Kirchensittenbach, St. Bartholomäus
- Pfarrei Lauf a. d. Pegnitz
  - Kirchengemeinde Dehnberg, St. Nikolaus
  - Kirchengemeinde Lauf an der Pegnitz, St. Johannis, St. Kunigund, Christuskirche
- Pfarrei Neunkirchen a.S.
  - Kirchengemeinde Neunkirchen am Sand, Christuskirche
- Pfarrei Offenhausen
  - Kirchengemeinde Offenhausen, St. Nikolaus
- Pfarrei Osternohe
  - Kirchengemeinde Osternohe, Dreifaltigkeitskirche
- Pfarrei Ottensoos
  - Kirchengemeinde Ottensoos, St. Veit
- Pfarrei Pommelsbrunn
  - Kirchengemeinde Pommelsbrunn, St. Laurentius
- Pfarrei Reichenschwand
  - Kirchengemeinde Reichenschwand, St. Alban
- Pfarrei Schnaittach
  - Kirchengemeinde Schnaittach, Christuskirche
- Pfarrei Schönberg
  - Kirchengemeinde Schönberg, St. Jakob
- Pfarrei Velden
  - Kirchengemeinde Velden, St. Marien
- Pfarrei Vorra
  - Kirchengemeinde Alfalter, St. Katharina (1449)
  - Kirchengemeinde Vorra, St. Marien (um 1200)